# Thylacopygmaeus
Thylacopygmaeus è un genere estinto di metateri vissuto nell’Eocene inferiore, noto dalla Formazione Itaboraí, situata nel Bacino di Itaboraí, nello stato di Rio de Janeiro, Brasile. È rappresentato dalla specie Thylacopygmaeus oliveirai. 

## Descrizione
Thylacopygmaeus era un piccolo metaterio caratterizzato da una dimensione estremamente ridotta, con una massa corporea inferiore ai 15 grammi.
L’analisi della dentatura di Thylacopygmaeus oliveirai ha evidenziato alcune caratteristiche diagnostiche distintive. I molari inferiori mostrano un metaconide posizionato distalmente rispetto al protoconide e la presenza di una postentocristide ben sviluppata. Questi tratti dentari suggeriscono adattamenti specifici nella masticazione e nella dieta rispetto ad altri piccoli metateri di Itaboraí.

## Distribuzione e habitat
Il Bacino di Itaboraí è uno dei più importanti siti fossiliferi dell’Eocene inferiore dell’emisfero meridionale, conservando un’elevata diversità di vertebrati. All’interno di questa fauna, i metateri rappresentano il gruppo più diversificato, con almeno 29 generi e 43 specie. Tra i piccoli metateri, Thylacopygmaeus oliveirai conviveva con membri delle famiglie Jaskhadelphyidae, “Peradectoidea”, Sternbergiidae e Derorhynchidae, oltre ad altri taxa di affinità incerte.

## Filogenesi e relazioni evolutive
Le analisi filogenetiche indicano che Thylacopygmaeus oliveirai è strettamente imparentato con Rumiodon, un erpetoteride dell’Oligocene inferiore del Perù. Questi due taxa condividono la presenza di un metaconide labiolingualmente compresso sul molare m3 e un protoconide labiolingualmente compresso sul m4. Sulla base di queste caratteristiche condivise, entrambi sono stati assegnati a una nuova sottofamiglia, Rumiodontinae, all’interno della famiglia Herpetotheriidae. L’assegnazione di Thylacopygmaeus agli Herpetotheriidae conferma la presenza di questa famiglia in Sud America durante il Paleogene, suggerendo che il gruppo avesse una distribuzione più ampia di quanto precedentemente ipotizzato.